# Сердюков, Анатолий Николаевич
Анато́лий Никола́евич Сердюко́в (род. 15 мая 1944, Герой, Гомельская область) — советский и белорусский физик-теоретик. Член-корреспондент Национальной академии наук Беларуси (1996), доктор физико-математических наук (1987), профессор (1988).

## Биография
Сердюков родился в посёлке Герой (Буда-Кошелевский район, Гомельская область). В 1960 году поступил на физико-математический факультет Гомельского педагогического института, после окончания которого, в 1965—1968 учился в аспирантуре Института физики АН БССР, а затем работал там же. В 1973 году был приглашен в Гомельский государственный университет, где в 1979—1990 и 1998—2003 годах возглавлял кафедру оптики, а с 1990 по 1997 год являлся проректором по научной работе.
Под руководством Сердюкова подготовлено 13 кандидатов наук, 5 его учеников стали докторами наук.

## Научная деятельность
Работы Сердюкова посвящены электродинамике и акустике гиротропных кристаллов, нелинейной кристаллооптике, вопросам теплопроводности и термоупругости при лазерной обработке материалов. В своей кандидатской диссертации, защищенной в 1971, Сердюков предложил разработанную совместно с Ф. И. Федоровым и Б. В. Бокутем корректную самосогласованную систему граничных условий, материальных уравнений и энергетических соотношений электродинамики гиротропных сред, позволившую избежать недостатков широко применявшейся теории пространственной дисперсии при рассмотрении таких сред.
После переезда в Гомель Сердюков совместно с Н. В. Максименко и Л. Г. Морозом высказал идею существования у элементарных частиц нового свойства — магнитоэлектрической поляризуемости, или гирации. В 1977 году он развил теорию упругих волн в средах с пространственной дисперсией, в которой впервые предсказано существование акустического кругового дихроизма. В 1981 году им были установлены дисперсионные правила сумм в электродинамике естественно гиротропных сред, одновременно он доказал их универсальность для сред любой природы.
В последние годы Сердюковым была предложена релятивистская калибровочно-инвариантная модель гравитационного поля со скалярным потенциалом, разработанная в рамках классической теоретико-полевой концепции.

## Награды
- Премия им. академика Ф. И. Фёдорова НАН Беларуси (2007)[1]